# Butch Miller
Robert Miller (Auckland, 21 de octubre de 1944-Los Ángeles, 2 de abril de 2023), más conocido por su bajo el nombre como Butch Miller, fue un luchador profesional neozelandés, más conocido como la mitad del equipo conocido como "The Sheepherders" en la escena independiente y en la National Wrestling Alliance y como la mitad de "The Bushwhackers" ("Los Sacamantecas") en la WWF.

## Vida personal
Miller regresó a Nueva Zelanda desde Florida en 2003. Vivió en Paraparamu Beach hasta 2016. Estuvo presente en el café Robert Harris y el gimnasio City Fitness en Coastlands. Conoció a su esposa Helen en un gimnasio de Paraparaumu y el romance floreció. Su esposa Helen solía trabajar en la zapatería en Coastlands. Miller y su esposa Helen se mudaron a la playa de Otaki en 2016 debido a la arena. 

## Otros medios
Los Bushwhackers aparecieron como ellos mismos en un episodio de 1994 de la comedia Family Matters , luchando contra Carl Winslow y Steve Urkel , quienes se ven obligados a reemplazar y luchar como "The Psycho Twins".

## Campeonatos y logros

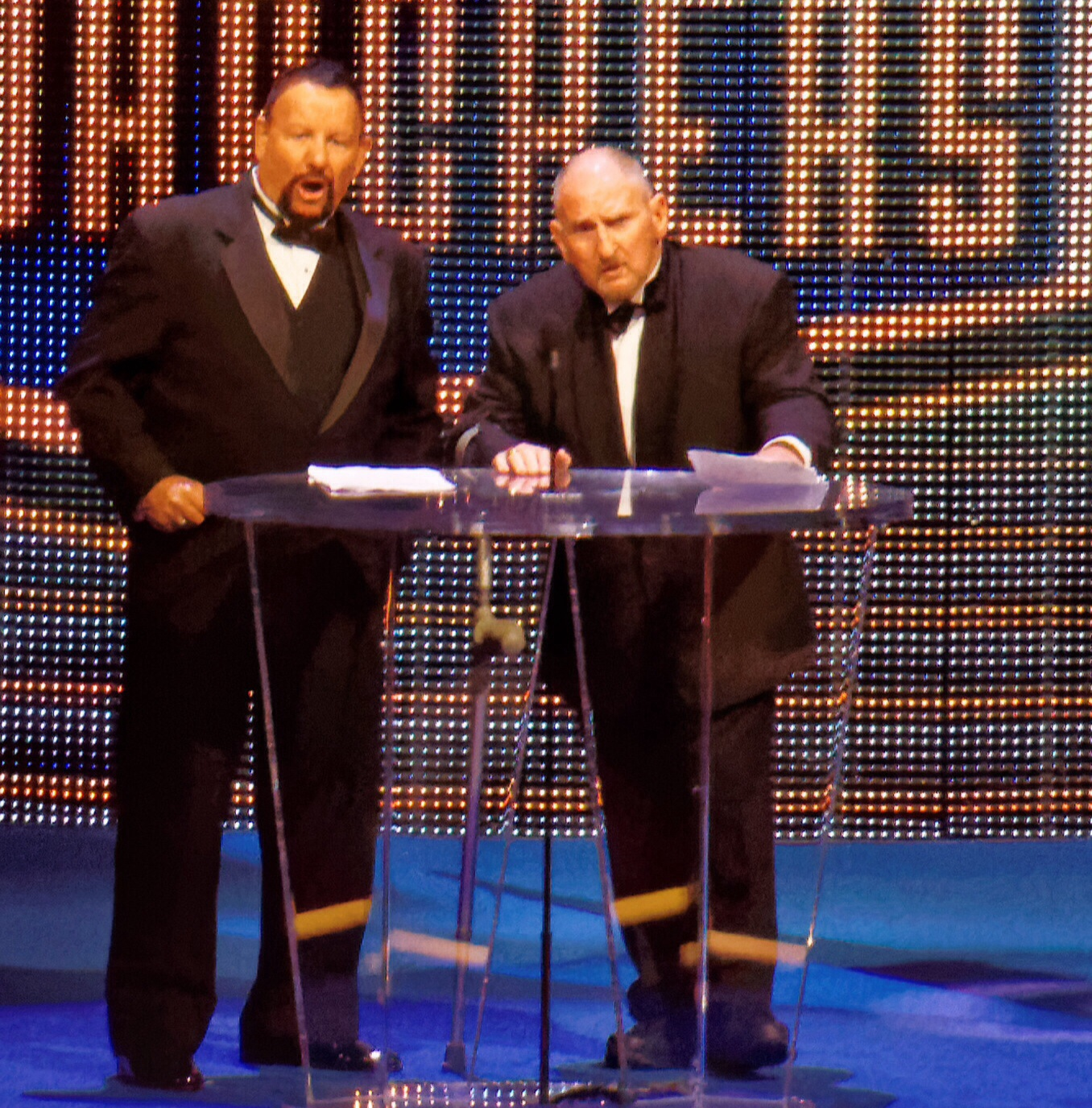
Williams (izquierda) y Butch Miller durante su inducción al Salón de la Fama en 2015.

- Allied Powers Wrestling Federation
  - APWF Tag Team Championship (1 vez) - con Luke Williams

- Can-Am Wrestling
  - Can-Am Tag Team Championship (1 vez) - con Luke Williams

- Championship Wrestling from Florida
  - NWA Florida Tag Team Championship (1 vez) - con Luke Williams
  - NWA United States Tag Team Championship (Florida version) (1 vez) - con Luke Williams

- International Wrestling Association
  - IWA Tag Team Championship (1 vez) - con Luke Williams

- Jim Crockett Promotions
  - NWA Mid-Atlantic Tag Team Championship (1 vez) - con Luke Williams

- NWA All-Star Wrestling
  - NWA Canadian Tag Team Championship (Vancouver version) (1) - con Luke Williams

- Pacific Northwest Wrestling
  - NWA Pacific Northwest Tag Team Championship (3 veces) - con Luke Williams

- Pro Wrestling Illustrated
  - 493 entre los 500 mejores luchadores individuales en  PWI 500
  - 71.º entre los 500 mejores equipos de etiqueta en el PWI 500

- Southwest Championship Wrestling
  - SCW Southwest Tag Team Championship (1 vez) - con Luke Williams
  - SCW World Tag Team Championship (1 vez) - con Luke Williams

- Stampede Wrestling
- Stampede Wrestling International Tag Team Championship (2 veces) - con Luke Williams

- Ultimate Championship Wrestling
  - UCW Tag Team Championship (1 vez) - con Luke Williams

- United States Wrestling League
  - USWL Tag Team Championship (1 vez) - con Luke Williams

- Universal Wrestling Federation
  - UWF World Tag Team Championship (2 veces) - con Luke Williams

- WWE
  - WWE Hall of Fame (Clase de 2015)